# Putičanje
Putičanje – wieś w Chorwacji, w żupanii szybenicko-knińskiej, w gminie Pirovac. W 2011 roku liczyła 100 mieszkańców.